# Смеляков, Ярослав Васильевич
Яросла́в Васи́льевич Смеляко́в (26 декабря 1912  [8 января 1913] или 8 января 1913, Луцк, Волынская губерния — 27 ноября 1972[…], Москва) — русский советский поэт и переводчик, литературный критик. В 1934—1937 и 1951—1955 годах был репрессирован. Реабилитирован в 1956 году. Лауреат Государственной премии СССР (1967). Член Правления СП СССР и СП РСФСР.

## Биография
Родился в семье железнодорожного рабочего. Детство провёл в деревне, где окончил начальную школу. Затем учился в Москве, в школе-семилетке.
Окончил полиграфическую фабрично-заводскую школу (1931). Работал в типографии. По настоянию друга, журналиста Всеволода Иорданского, принёс свои стихи в редакцию молодёжного журнала «Рост», но перепутал двери и попал в журнал «Октябрь», где был принят своим кумиром, поэтом Михаилом Светловым, который дал молодому поэту зелёную улицу. По иронии судьбы, в один из первых же рабочих дней в типографии ему доверили набирать собственные же стихи.
Занимался в литературных кружках при газете «Комсомольская правда» и журнале «Огонёк». Член СП СССР с 1934 года.
После смерти Кирова в 1934 году был репрессирован и отбыл 3-летнее заключение. В эти же годы Большого террора два близких друга Я. В. Смелякова — поэты Павел Васильев и Борис Корнилов — были расстреляны.
С 1937 года после освобождения — ответственный секретарь газеты «Дзержинец» трудкоммуны имени Дзержинского (Люберцы). В 1939 году восстановлен в СП СССР, ответственный инструктор секции прозы.
Участник Великой Отечественной войны. С июня по ноябрь 1941 года был рядовым на Северном и Карельском фронтах. Попал в окружение, находился в финском плену, в 1944 году возвратился из плена. В 1945 году попал под Сталиногорск (ныне г. Новомосковск Тульской области) в проверочно-фильтрационный спецлагерь № 283 (ПФЛ № 283), где его несколько лет проверяли.
Специальные (фильтрационные) лагеря были созданы решением ГКО в последние дни 1941 года с целью проверки военнослужащих РККА, бывших в плену, окружении или проживавших на оккупированной противником территории. Порядок прохождения госпроверки («фильтрации») определялся Приказом наркома внутренних дел СССР № 001735 от 28 декабря 1941 года, в соответствии с которым военнослужащие направлялись в специальные лагеря, где временно получали статус «бывших» военнослужащих или «спецконтингента».
Срок отбывал в лагерном отделении № 22 ПФЛ № 283 при шахте № 19 треста «Красноармейскуголь». Шахта находилась в районе шахтёрского посёлка Тринадцатый километр (с 1950 г. — Северо-Задонск, с 2005 г. — район города Донской) Тульской области. На шахте работал банщиком, затем учётчиком.
Вместе с ним в лагере находился брат Александра Твардовского, Иван. Усилиями журналистов П. В. Поддубного и С. Я. Позднякова поэт был освобождён и работал в городе Сталиногорске (с 1961 г. — Новомосковск) ответственным секретарём газеты «Сталиногорская правда», руководил литературным объединением при ней. После лагеря Я. Смелякову въезд в Москву был запрещён. В Москву ездил украдкой, ни в коем случае не ночевал. Благодаря Константину Симонову, замолвившему за него слово, ему удалось вновь вернуться к писательской деятельности. В 1948 году вышла книга «Кремлёвские ели».
В 1951 году, предположительно — по доносу, был вновь арестован и отправлен в приполярную Инту.

В казённой шапке, лагерном бушлате,
полученном в интинской стороне,
без пуговиц, но с чёрною печатью,
поставленной чекистом на спине, —
Ярослав Смеляков, 1953. 
Лагерный номер заключённого Смелякова — Л-222.
Отбывал срок до 1955 года, возвратившись домой по амнистии, ещё не реабилитированный.

Реабилитирован в 1956 году.

До двадцатого до съезда
жили мы по простоте
безо всякого отъезда
в дальнем городе Инте…
Член Правления СП СССР с 1967 года, Правления СП РСФСР с 1970 года. Председатель поэтической секции СП СССР.

### Личная жизнь
- Первая жена (с 1946) — Евдокия Васильевна Курбатова, после третьего ареста вышла замуж за жокея Александра Бондаревского.
- Вторая жена — Татьяна Валерьевна Смелякова-Стрешнева (1916—1991), поэтесса-переводчица, член Союза писателей.

## Творчество
Рано начал писать стихи. Учась в ФЗУ (будучи «фабзайцем»), публиковал стихи в цеховой стенгазете. Писал также обозрения для агитбригады. Дебютировал в печати в 1931 году. Первый сборник стихов «Работа и любовь» (1932) сам набирал в типографии как профессиональный наборщик. Как и в следующем сборнике «Стихи», воспевал новый быт, ударный труд.
В стихах использовал разговорные ритмы и интонации, прибегал к своеобразному сочетанию лирики и юмора. В сборниках послевоенных лет («Кремлёвские ели», 1948; «Избранные стихи», 1957) и поэме «Строгая любовь» (1956), посвящённой молодёжи 1920-х годов, обнаруживается тяготение к простоте и ясности стиха, монументальности изображения и социально-историческому осмыслению жизни. Поэма, частично написанная ещё в лагере, получила широкое признание.
В произведениях позднего периода эти тенденции получили наиболее полное развитие. Одной из главных тем стала тема преемственности поколений, комсомольских традиций: сборники «Разговор о главном» (1959), «День России» (1967); «Товарищ Комсомол» (1968), «Декабрь» (1970), поэма о комсомоле «Молодые люди» (1968) и другие. Посмертно изданы «Моё поколение» (1973) и «Служба времени» (1975).
К его наиболее известным произведениям могут быть отнесены такие стихотворения, как «Если я заболею…», «Хорошая девочка Лида» (отрывок из этого стихотворения читают главные персонажи Александра Демьяненко и Натальи Селезнёвой в фильме «Операция „Ы“ и другие приключения Шурика»), «Кладбище паровозов», «Любка», «Милые красавицы России». Песню на стихи «Если я заболею» исполняли Юрий Визбор, Владимир Высоцкий, Аркадий Северный, Юрий Шевчук и другие (кроме того, фрагмент этой песни напевают персонаж Владимира Басова в фильме «Я шагаю по Москве», а также главные персонажи Иннокентия Смоктуновского и Олега Ефремова в киноленте «Берегись автомобиля»).
Качество стихов Смелякова очень различно как в отношении их глубины, так и формы выражения; налицо — подлинный талант (что подтверждается такими знатоками, как Е. Винокуров, Н. Коржавин, З. Паперный), равно как и слабость общей позиции этого поэта, испытывавшего удары судьбы и впавшего в алкоголизм. Хорошие стихи Смелякова отличаются силой и выпуклой образностью языка, плохие — дешёвой рифмованной декламацией.
Автор публицистических и критических статей; занимался переводами с украинского, белорусского и других языков.
Умер от диабета. Похоронен в Москве на Новодевичьем кладбище (участок № 7).

## Адреса в Москве
- Большая Молчановка, 31 (не сохранился)
- 1948—1951 и 1955—1960 гг. — ул. Арбат, 38/1.
- 1960—1972 гг. — Ломоносовский проспект, 19, кв. 40.

## Награды и премии
- три ордена Трудового Красного Знамени (в том числе 29.01.1963; 28.10.1967)
- медаль «За трудовую доблесть»
- Государственная премия СССР (1967) — за цикл стихов «День России»
- премия Ленинского комсомола (1968) — за комсомольскую поэму «Молодые люди» и стихи, воспевающие любовь советской молодёжи к Родине, партии, народу
- почётная грамота Президиума Верховного Совета Азербайджанской ССР
- почётная грамота Президиума Верховного Совета Молдавской ССР

### Собрание сочинений
- «Избранные произведения в двух томах». М., 1970
- «Собрание сочинений в трёх томах». М.: Молодая гвардия, 1977—1978:
  - «Том I. Стихотворения 1931—1965». Предисловие М. Дудин. — 432 с.; портр. — 1977.
  - «Том II. Стихотворения шестидесятых годов (1966—1969); Стихотворения семидесятых годов (1970—1972); Поэмы; Переводы советских и зарубежных поэтов». — 608 с. — 1977.
  - «Том III. Пьеса; Статьи, заметки, выступления; Дневники, записные книжки, письма; Из незавершённого». — 432 с. — 1978.

## Память
- В Новомосковском историко-художественном музее имеется экспозиция, посвящённая поэту. Представлен большой фотографический и документальный материал, в том числе черновики стихов, из сталиногорского периода жизни Смелякова, личные вещи (переданные вдовой поэта), а также книги учеников и друзей поэта с дарственными надписями[8].
- В 1980-м году в память о пребывании поэта в городе Новомосковске на доме № 32 (ул. Трудовые резервы) установлена мемориальная доска. Надпись на доске: «С 1945 по 1949 г.г. в г. Новомосковске жил и работал лауреат Государственной премии СССР, премии Ленинского комсомола, поэт Ярослав Смеляков».
- В Новомосковске и Луцке есть улица Смелякова.